# Звёздные бои насмерть
«Звёздные бои насмерть» (англ. Celebrity Deathmatch) — американский кукольный пластилиновый мультсериал, созданный Эриком Фогелем для MTV. Представляет собой пародию на спортивные развлекательные программы. Мультсериал изображает различных знаменитостей, участвующих в жестоких боях, напоминающих реслинг. Первые четыре сезона транслировались на канале MTV с 1998 по 2002 год. Два последующих сезона были показаны на MTV2 в 2006—2007 годах.

## История
Создателем мультсериала является мультипликатор Эрик Фогель. В начале 1990-х годов он сделал короткометражный сатирический мультфильм про постапокалипсис, который был показан на анимационном фестивале, где на Фогеля обратили внимание люди с MTV. Фогель предложил им идею сериала про человека, в большой голове которого живёт инопланетянин. Мультсериал «Голова» продержался на MTV два сезона. Затем Фогель предложил идею пластилинового мультфильма про знаменитостей, которые сражаются на ринге.
Первая пилотная серия была показана на MTV 1 января 1998 года. В этой серии преступник Чарльз Мэнсон сражался с музыкантом Мэрилином Мэнсоном. 25 января в перерыве XXXII Супербоула на MTV был показан второй пилот, в котором, помимо прочих, можно было увидеть Говарда Стерна, Памелу Андерсон и группу Spice Girls. Короткометражка имела большой успех. Официально первый сезон мультсериала начался 14 мая. Рефери Миллс Лейн сыграл в мультфильме самого себя, как и рестлер Стив Остин, который периодически появлялся в качестве приглашённого комментатора. По словам создателя мультсериала Эрика Фогеля, создание эпизода сериала начиналось с того, что он и ещё шесть сценаристов изучали журналы в поисках комбинаций из знаменитостей, у которых есть какой-то реальный конфликт, либо некое неофициальное соперничество или которые просто карикатурно смотрятся вместе. Мультфильм приобрёл большой успех и стал одним из самых рейтинговых шоу MTV.
MTV попросили группу Marilyn Manson написать песню для этого шоу. Музыканты предложили композицию «Astonishing Panorama of the Endtimes». Песня вошла на альбом с саундтреком к мультфильму и выходила отдельно синглом. Позже она появилась на концертном альбоме группы The Last Tour on Earth, а в 2001 году была номинирована на Грэмми «за лучшее метал-исполнение». Для песни был сделан пластилиновый видеоклип.
Тем не менее, несмотря на свою популярность, сериал был закрыт после четырёх сезонов и порядка 75 серий. Последняя серия четвёртого сезона была показана 6 июня 2002 года.
В 2005 году стало известно о возрождении шоу на MTV2. 10 июня 2006 года состоялась премьера первой серии нового сезона. Новые серии создавались студией Cuppa Coffee Studios, поскольку своего анимационного отдела на MTV уже не было. Старые персонажи вернулись в шоу, но с новыми голосами. Даже рефери Миллс Лейн, который ранее озвучивался им самим, получил другой голос. Это произошло из-за того, что Лейн перенёс в 2002 году инсульт и не мог нормально разговаривать. Эрик Фогель не принимал участия в создании новых серий, поскольку был занят другим пластилиновым мультсериалом про знаменитостей «Starveillance» для канала E!. В 2007 году после двух коротких сезонов «Звёздные бои насмерть» были снова закрыты.

### Попытки возрождения
В апреле 2015 года появилось сообщение, что MTV2 собирается перезапускать сериал и уже заказало создание пилотного выпуска. Позже Фогель сообщил в Твиттере, что на MTV передумали. В декабре 2018 года MTV снова объявило, что собирается перезапускать сериал. Продюсировать шоу будет Ice Cube, который сыграет в нём одну из главных ролей. Вернуться к работе должен был и Эрик Фогель. Хотя созданием должно было заниматься MTV Studios, предполагалось, что шоу может быть выпущено не на самом MTV, а на каком-нибудь стриминговом сервисе. Никаких новостей об этой перезагрузке с тех пор больше не поступало.

## Критика
Фогель отметил, что ни он, ни MTV, не получили от звёзд ни одного судебного иска. Наоборот, по мере роста популярности мультсериала, стало модным иметь на себя пародию в этом шоу. Однако негативные комментарии от звёзд, показанных в мультфильме, также были. Проблемы возникали другого плана. Например, MTV боялись пускать в эфир бой Махатмы Ганди и Чингисхана. Ганди вёл себя очень агрессивно на ринге и несвойственно для себя, поэтому была опасность, что жителей Индии эта серия может обидеть, но всё обошлось. Кинокомпания Paramount запретила бой между капитанами из «Звёздного пути» Кирком и Пикаром, который уже находился в процессе создания (Paramount и MTV принадлежат одному медиаконгломерату Viacom).

## Роли озвучивали
- Джонни Гомес (Морис Шлафер, позже Джим Торнтон) — комментатор
- Ник Даймонд (Лен Максвелл, позже Крис Эджерли) — комментатор
- Миллс Лейн (озвучивал себя сам, позже Крис Эджерли) — рефери
- Стив Остин (озвучивал себя сам) — рестлер и приглашённый комментатор
- Стейси Корнбред (Бекка Лиш) — интервьюер
- Дебби Матенопулос (озвучивала себя сама) — интервьюер, сменила Стейси Корнбред
- Талли Вонг (Масаса Мойо) — интервьюер с 5 сезона

## Список эпизодов
| Сезон | Сезон | Кол-во серий | Премьера       | Премьера        |
| Сезон | Сезон | Кол-во серий | Первая серия   | Последняя серия |
| ----- | ----- | ------------ | -------------- | --------------- |
|       | 0     | 2            | 1 января 1998  | 25 января 1998  |
|       | 1     | 12           | 14 мая 1998    | 22 октября 1998 |
|       | 2     | 21           | 31 января 1999 | 11 ноября 1999  |
|       | 3     | 25           | 27 января 2000 | 11 февраля 2001 |
|       | 4     | 19           | 22 июля 2001   | 6 июня 2002     |
|       | 5     | 8            | 10 июня 2006   | 29 июля 2006    |
|       | 6     | 8            | 9 февраля 2007 | 30 марта 2007   |

| Название                            | Бой 1                            | Бой 2                      | Бой 3                  | Дата премьеры  |
| ----------------------------------- | -------------------------------- | -------------------------- | ---------------------- | -------------- |
| «Charles Manson vs. Marilyn Manson» | Чарльз Мэнсон vs. Мэрилин Мэнсон | —                          | —                      | 1 января 1998  |
| «Deathbowl '98»                     | Кэти Ли Гиффорд vs. Говард Стерн | Памела Андерсон vs. Ру Пол | Spice Girls vs. Hanson | 25 января 1998 |

| № общий | № в сезоне | Название                                  | Бой 1                               | Бой 2                           | Бой 3                                                            | Дата премьеры   |
| ------- | ---------- | ----------------------------------------- | ----------------------------------- | ------------------------------- | ---------------------------------------------------------------- | --------------- |
| 1       | 1          | «Seinfeld’s Last Stand»                   | Хиллари Клинтон vs. Моника Левински | Мэрайя Кэри vs. Джим Керри      | Тим Аллен vs. Джерри Сайнфелд                                    | 14 мая 1998     |
| 2       | 2          | «Where is Stallone?»                      | Рози О’Доннелл vs. Опра Уинфри      | Лиам Галлахер vs. Ноэл Галлахер | Арнольд Шварценеггер vs. Сильвестр Сталлоне                      | 21 мая 1998     |
| 3       | 3          | «The Mystery of the Loch Ness Monster»    | Бигфут vs. Лох-несское чудовище     | Мик Джаггер vs. Стивен Тайлер   | Дэвид Леттерман vs. Джей Лено                                    | 28 мая 1998     |
| 4       | 4          | «Celebrity Deathmatch Goes to the Movies» | Роджер Эберт vs. Джин Сискел        | Дин Мартин vs. Джерри Льюис     | Спайк Ли vs. Квентин Тарантино                                   | 11 июня 1998    |
| 5       | 5          | «Nick in a Coma»                          | Синди Кроуфорд vs. Джанин Гарофало  | Элвис Пресли vs. Джерри Гарсия  | Джерри Спрингер vs. Рози О’Доннелл vs. Опра Уинфри               | 23 июля 1998    |
| 6       | 6          | «Nick Returns»                            | Фиона Эппл vs. Джон Поппер          | Кристофер Уокен vs. Гэри Олдмен | Гарт Брукс vs. Мэрилин Мэнсон                                    | 30 июля 1998    |
| 7       | 7          | «Presented by Big Bull Beer»              | Арета Франклин vs. Барбра Стрейзанд | Билл Гейтс vs. Майкл Флэтли     | Леонардо Ди Каприо vs. Джек Николсон                             | 6 августа 1998  |
| 8       | 8          | «The Missing Girl»                        | Пафф Дэдди vs. Трент Резнор         | Дэвид Хассельхофф vs. Джон Тэш  | Брюс Уиллис и Деми Мур vs. Том Круз и Николь Кидман              | 13 августа 1998 |
| 9       | 9          | «Fandemonium I»                           | Стив Остин vs. Винс Макмэн          | Адам Сэндлер vs. Крис Рок       | Кармен Электра vs. Дженни Маккарти                               | 20 августа 1998 |
| 10      | 10         | «Battle of the Bulls»                     | Дэвид Спейд vs. Стивен Сигал        | принц Чарльз vs. Принс          | Майкл Джордан vs. Деннис Родман                                  | 27 августа 1998 |
| 11      | 11         | «37th Annual Sci-Fi Fight Night»          | Селин Дион vs. Кит Флинт            | пришелец Затар vs. Ник Даймонд  | Дэвид Духовны и Джиллиан Андерсон vs. Томми Ли Джонс и Уилл Смит | 15 октября 1998 |
| 12      | 12         | «Masters of the Martial Arts»             | Розанна Барр vs. Келси Грэммер      | Брэнди Норвуд vs. Кортни Лав    | Джеки Чан vs. Жан-Клод Ван Дамм                                  | 22 октября 1998 |

| № общий | № в сезоне | Название                                  | Бой 1                                             | Бой 2                                                        | Бой 3                                                               | Дата премьеры   |
| ------- | ---------- | ----------------------------------------- | ------------------------------------------------- | ------------------------------------------------------------ | ------------------------------------------------------------------- | --------------- |
| 13      | 1          | «Deathbowl '99»                           | Долли Партон vs. Дженнифер Лопес                  | Майкл Джексон vs. Мадонна                                    | Эвандер Холифилд vs. Майк Тайсон                                    | 31 января 1999  |
| 14      | 2          | «Battle of the Boys with Toys»            | Ice Cube vs. Ice-T                                | Аль Пачино vs. Роберт Де Ниро                                | Backstreet Boys vs. Beastie Boys                                    | 4 февраля 1999  |
| 15      | 3          | «Magic, Flashbacks and Pregnancies»       | Калиста Флокхарт vs. Люси Лоулесс                 | Бой Джордж vs. Дон Джонсон                                   | Пенн и Теллер vs. Зигфрид и Рой                                     | 11 февраля 1999 |
| 16      | 4          | «The Time Machine»                        | Дженнифер Энистон vs. Кортни Кокс vs. Лиза Кудроу | Шон Коннери vs. Роджер Мур                                   | Махатма Ганди vs. Чингисхан                                         | 18 февраля 1999 |
| 17      | 5          | «The Unknown Murderer»                    | Моисей vs. Рамсес II                              | Херальдо Ривера vs. Ларри Кинг                               | Нив Кэмпбелл vs. Сара Мишель Геллар                                 | 25 февраля 1999 |
| 18      | 6          | «Celebrity Deathmatch International»      | Мел Гибсон vs. Пол Хоган                          | Антонио Бандерас vs. Чич Марин                               | Боно vs. Фабио Ланзони vs. Йоко Оно                                 | 4 марта 1999    |
| 19      | 7          | «The End of the Real World»               | Тайра Бэнкс vs. Клаудия Шиффер vs. Кейт Мосс      | Баста Раймс vs. Уильям Шекспир                               | Джасинда Барретт vs. Джон Бреннан vs. Пак Рейни vs. Тами Роман      | 11 марта 1999   |
| 20      | 8          | «Celebrity Deathmatch The Motion Picture» | Мартин Скорсезе vs. Оливер Стоун                  | Граучо Маркс vs. Джон Уэйн                                   | Кэмерон Диас vs. Мерил Стрип                                        | 22 апреля 1999  |
| 21      | 9          | «Cable Day»                               | Эмерил Лагасси vs. Two Fat Ladies                 | Джесси Кэмп vs. Мэтт Пинфилд                                 | Пэт Сейджак vs. Алекс Требек                                        | 6 мая 1999      |
| 22      | 10         | «4th of July Celebration»                 | Билл Клинтон vs. Кеннет Стар                      | Джеймс Ван Дер Бик vs. Саддам Хусейн                         | Авраам Линкольн vs. Джордж Вашингтон                                | 1 июля 1999     |
| 23      | 11         | «Family Night I»                          | Чарли Шин vs. Эмилио Эстевес                      | Донни Осмонд и Мари Осмонд vs. Эрик Робертс и Джулия Робертс | Джерри Стиллер и Бен Стиллер vs. Боб Дилан и Джейкоб Дилан          | 8 июля 1999     |
| 24      | 12         | «Censoring Problems»                      | Рон Джереми vs. Томми Ли                          | Аланис Мориссетт vs. Джуэл                                   | Три балбеса vs. Три тенора                                          | 15 июля 1999    |
| 25      | 13         | «Salute to Laughter»                      | Кэррот Топ vs. Деннис Миллер                      | Родни Дэнджерфилд vs. Дон Риклс                              | Билли Кристал vs. Вупи Голдберг vs. Робин Уильямс                   | 22 июля 1999    |
| 26      | 14         | «The Laser Pointer»                       | Элтон Джон vs. Оззи Осборн                        | Сандра Бернхард vs. Марта Стюарт                             | Том Хэнкс vs. Шон Пенн                                              | 29 июля 1999    |
| 27      | 15         | «Robot Nicky»                             | Гэри Коулман vs. Рик Шродер                       | Лорин Хилл vs. Шанайя Твейн                                  | Хью Грант vs. все желающие (Клинт Иствуд, Харви Кейтель и Энди Дик) | 5 августа 1999  |
| 28      | 16         | «The Prophecy»                            | Деннис Франц vs. Саммо Хун                        | Крис Такер vs. Стивен Райт                                   | Гвинет Пэлтроу vs. Вайнона Райдер                                   | 7 октября 1999  |
| 29      | 17         | «In the Memory of Stacey Cornbred»        | Бетт Мидлер vs. Шер                               | Роберто Бениньи vs. Бенито Муссолини                         | Николас Кейдж vs. Джон Траволта                                     | 14 октября 1999 |
| 30      | 18         | «From the Streets of New York»            | —                                                 | —                                                            | —                                                                   | 21 октября 1999 |
| 31      | 19         | «Halloween Episode I»                     | Чудовище Франкенштейна vs. Вервольф               | Гробовщик vs. Капитан Дуди                                   | KISS vs. NSYNC                                                      | 28 октября 1999 |
| 32      | 20         | «High-Tech Fighting»                      | Билли Блэнкс vs. Ричард Симмонс                   | Дон Кинг vs. Дональд Трамп                                   | Брэд Питт vs. Киану Ривз                                            | 4 ноября 1999   |
| 33      | 21         | «Fandemonium II»                          | Бен Аффлек vs. Мэтт Деймон                        | Оззи Осборн vs. Роб Зомби                                    | Мэрилин Мэнсон vs. Рики Мартин                                      | 11 ноября 1999  |

| № общий | № в сезоне | Название                                     | Бой 1                                  | Бой 2                                                          | Бой 3                                                                      | Дата премьеры   |
| ------- | ---------- | -------------------------------------------- | -------------------------------------- | -------------------------------------------------------------- | -------------------------------------------------------------------------- | --------------- |
| 34      | 1          | «Deathbowl 2000»                             | Андре Агасси vs. Тайгер Вудс           | О. Джей Симпсон vs. Джо Нэмет                                  | Марк Макгвайр vs. Самми Соса                                               | 27 января 2000  |
| 35      | 2          | «The New Employee»                           | Кристина Агилера vs. Бритни Спирс      | Фли vs. Кенни Джи                                              | Энтони Эдвардс vs. Эрик Ла Саль vs. Ноа Уайли                              | 3 февраля 2000  |
| 36      | 3          | «Turn on Your TV Day»                        | Брайант Гамбел vs. Кэти Курик          | Judge Judy vs. Judge Mills Lane                                | Крэйг Килборн vs. Том Грин                                                 | 10 февраля 2000 |
| 37      | 4          | «Freak Fights»                               | Ларри Флинт vs. Хью Хефнер             | Кузен Гримм vs. Пирс Маккрэк                                   | Эминем vs. Кид Рок                                                         | 17 февраля 2000 |
| 38      | 5          | «Celebrity Deathmatch’s Salute to Hollywood» | Кевин Костнер vs. Кевин Смит           | Кэти Бэйтс vs. Шэрон Стоун                                     | Альфред Хичкок vs. Стивен Спилберг                                         | 24 февраля 2000 |
| 39      | 6          | «Congressional Hearings»                     | —                                      | —                                                              | —                                                                          | 2 марта 2000    |
| 40      | 7          | «Teen Night»                                 | Алисса Милано vs. Мелисса Джоан Харт   | Мэри-Кейт Олсен vs. Эшли Олсен                                 | Дженнифер Лав Хьюитт и Скотт Вульф vs. Риз Уизерспун и Райан Филлипп       | 29 июня 2000    |
| 41      | 8          | «Sex, Lugs and Rock 'n' Roll»                | Памела Андерсон vs. Хизер Локлир       | Эксл Роуз vs. Слэш                                             | Дейл Эрнхардт vs. Джефф Гордон                                             | 6 июля 2000     |
| 42      | 9          | «Johnny & Debbie... In Love?»                | Чак Вулери vs. Реджис Филбин           | Наполеон I vs. Джо Пеши                                        | Кевин Бейкон vs. все желающие (Мег Райан, Мартин Лоуренс и Джесси Вентура) | 13 июля 2000    |
| 43      | 10         | «Time Travelling»                            | Ник Даймонд vs. Сатир                  | Шерлок Холмс vs. Джек-потрошитель                              | Джоан Риверз vs. Мелисса Риверз                                            | 20 июля 2000    |
| 44      | 11         | «In the Head of Nicky Jr.»                   | Rage Against the Machine vs. Машина    | Альберт Гор vs. Странный Эл Янкович                            | Джон Кьюсак vs. Джон Малкович                                              | 27 июля 2000    |
| 45      | 12         | «The Battle of the Heavy Metal Maniacs»      | Бени Травма vs. Картофель Хан          | Эрнест Хемингуэй vs. Мик Фоли                                  | Фред Дёрст vs. Джеймс Хэтфилд                                              | 3 августа 2000  |
| 46      | 13         | «Best of WWF»                                | —                                      | —                                                              | —                                                                          | 1 октября 2000  |
| 47      | 14         | «The Prisoners»                              | Брюс Спрингстин vs. Джеймс Гандольфини | Дрю Бэрримор vs. Фэрра Фосетт                                  | Кристиан Слейтер vs. Роберт Дауни-младший                                  | 8 октября 2000  |
| 48      | 15         | «Courtney Love Returns»                      | Эдди Мерфи vs. Ник Нолти               | Маколей Калкин vs. Хэйли Джоэл Осмент                          | Дэйв Грол vs. Кортни Лав                                                   | 15 октября 2000 |
| 49      | 16         | «The Return of Lucy Lawless»                 | Дэвид Аркетт vs. Пол Райзер            | Майкл Дуглас vs. Мартин Шин                                    | TLC vs. Dixie Chicks                                                       | 22 октября 2000 |
| 50      | 17         | «Halloween Episode II»                       | Брендан Фрэйзер vs. Мумия              | Сара Мишель Геллар vs. Вампир                                  | зомби Стейси Корнбред vs. Дебби Матенопулос                                | 29 октября 2000 |
| 51      | 18         | «A Night of Vomit»                           | Бёрт Рейнольдс vs. Уильям Шетнер       | Эллен Дедженерес vs. Лаура Шлессинджер                         | Джордж Буш-младший vs. Гэвин Россдэйл                                      | 5 ноября 2000   |
| 52      | 19         | «Suddenly Diamond»                           | Дайана Росс vs. Уитни Хьюстон          | Энтони Хопкинс vs. Джоди Фостер                                | Чарлтон Хестон vs. Рассел Кроу                                             | 12 ноября 2000  |
| 53      | 20         | «Family Night II»                            | Эшли Джадд vs. Вайнонна Джадд          | Кэрролл О’Коннор vs. Шерман Хемзли                             | Алек Болдуин и Дэниел Болдуин vs. Дэймон Уэйанс и Кинен Айвори Уэйанс      | 19 ноября 2000  |
| 54      | 21         | «Celebrity Deathmatch Top 10»                | —                                      | —                                                              | —                                                                          | 7 января 2001   |
| 55      | 22         | «Nick’s Little Friend»                       | Фил Коллинз vs. Стинг                  | Уоррен Битти и Аннетт Бенинг vs. Тим Роббинс и Сьюзан Сарандон | Ol’ Dirty Bastard vs. Лиэнн Раймс                                          | 14 января 2001  |
| 56      | 23         | «Nick Gets High»                             | Дэна Карви vs. Майк Майерс             | Анджелина Джоли vs. Сандра Буллок                              | Леонардо Ди Каприо vs. Вуди Харрельсон                                     | 21 января 2001  |
| 57      | 24         | «Deathcon 2001»                              | Линда Хэмилтон vs. Сигурни Уивер       | Кузен Гримм vs. Картофель Хан                                  | Харрисон Форд vs. Сэмюэл Л. Джексон                                        | 4 февраля 2001  |
| 58      | 25         | «Fandemonium 2000»                           | Бивис vs. Баттхед                      | Backstreet Boys vs. NSYNC                                      | —                                                                          | 11 февраля 2001 |

| № общий | № в сезоне | Название                                | Бой 1                                    | Бой 2                                         | Бой 3                                                                     | Дата премьеры   |
| ------- | ---------- | --------------------------------------- | ---------------------------------------- | --------------------------------------------- | ------------------------------------------------------------------------- | --------------- |
| 59      | 1          | «Where is Bob Costas?»                  | Lil’ Kim vs. Литл Ричард                 | Хелен Хант vs. Лили Собески                   | Джордж Клуни vs. Марк Уолберг                                             | 22 июля 2001    |
| 60      | 2          | «Slaughter and the City»                | Стив Ирвин vs. Горгона Медуза            | Дрю Кэри vs. Рэй Романо                       | Ким Кэттролл vs. Синтия Никсон vs. Кристин Дэвис vs. Сара Джессика Паркер | 29 июля 2001    |
| 61      | 3          | «A Celebrity Deathmatch Special Report» | Кэти Холмс vs. Кери Расселл              | Джонни Гомес и Ник Даймонд vs. Сэм Дональдсон | Клэр Дэйнс vs. Вупи Голдберг                                              | 5 августа 2001  |
| 62      | 4          | «Blink 182 vs. 98 Degrees»              | Blink-182 vs. 98 Degrees                 | —                                             | —                                                                         | 12 августа 2001 |
| 63      | 5          | «Food Fights»                           | Джонатан Дэвис vs. Мит Лоуф              | Полковник Сандерс vs. Дейв Томас              | Майкл Кейн vs. Кевин Спейси                                               | 19 августа 2001 |
| 64      | 6          | «Where Is Albert Einstein’s Brain?»     | Альберт Эйнштейн vs. Чайна               | Эдди Веддер vs. Скотт Степп                   | Дэвид Блейн vs. Дэвид Копперфильд                                         | 26 августа 2001 |
| 65      | 7          | «Debbie is Pregnant»                    | Кори Фельдман vs. Кори Хэйм              | Лиза Линг vs. Люси Лью                        | Коби Брайант vs. Шакил О’Нил                                              | 7 марта 2002    |
| 66      | 8          | «Gottfried in the Arena»                | Фрэнки Муниз vs. Роберт Айлер            | Джоан Роулинг vs. Стивен Кинг                 | Наоми Кэмпбелл vs. Ребекка Ромейн                                         | 14 марта 2002   |
| 67      | 9          | «Battle of the Superfreaks»             | Кузен Гримм vs. Пирс Маккрэк             | Бени Травма vs. Картофель Хан                 | Кузен Гримм vs. Картофель Хан                                             | 14 марта 2002   |
| 68      | 10         | «Clash of the Trashy Titans»            | Чак Берри vs. Джеймс Браун               | Джордж Майкл vs. Пол Рубенс                   | Хэлли Берри vs. Шеннен Доэрти                                             | 21 марта 2002   |
| 69      | 11         | «The Mysterious T»                      | Энн Робинсон vs. Боб Баркер              | Джон Эдвард vs. Мисс Клео                     | Бейонсе vs. Мисси Эллиотт                                                 | 11 апреля 2002  |
| 70      | 12         | «Celebrity Deathmatch: North vs. South» | Дерек Джитер vs. Джон Рокер              | Фейт Хилл vs. Джанет Джексон                  | Роберт Эдвард Ли vs. Улисс Грант                                          | 18 апреля 2002  |
| 71      | 13         | «The Missing Beatles Tape»              | Билл Мар vs. Конан О’Брайен              | Анна Николь Смит vs. Ферги                    | Джордж Харрисон vs. Джон Леннон vs. Пол Маккартни vs. Ринго Старр         | 25 апреля 2002  |
| 72      | 14         | «Nicky Jr.’s Birthday»                  | Бек vs. Бьорк                            | Тони Беннетт vs. Вилли Нельсон                | Анна Курникова vs. Элизабет Хёрли                                         | 2 мая 2002      |
| 73      | 15         | «Salute to Laughter II»                 | Дженна Эльфман vs. Кэти Гриффин          | Бастер Китон vs. Чарльз Чаплин                | Билл Мюррей vs. Крис Кэттэн                                               | 9 мая 2002      |
| 74      | 16         | «Mills’ Memory Lane»                    | —                                        | —                                             | —                                                                         | 16 мая 2002     |
| 75      | 17         | «Fandemonium IV»                        | Бой между участниками «Последнего героя» | —                                             | —                                                                         | 23 мая 2002     |
| 76      | 18         | «Assamania I»                           | LL Cool J vs. Куин Латифа                | Мэнди Мур vs. Пинк                            | Бен Штейн vs. Джонни Ноксвилл                                             | 30 мая 2002     |
| 77      | 19         | «Rockstarmagedon»                       | Джими Хендрикс vs. Ленни Кравиц          | Боб Марли vs. Шэгги                           | Дэйв Мэтьюс vs. Кит Ричардс                                               | 6 июня 2002     |

| № общий | № в сезоне | Название                                             | Бой 1                          | Бой 2                                  | Бой 3                                       | Дата премьеры |
| ------- | ---------- | ---------------------------------------------------- | ------------------------------ | -------------------------------------- | ------------------------------------------- | ------------- |
| 78      | 1          | «Celebrity Deathmatch: Bigger and Better Than Ever!» | Пэрис Хилтон vs. Николь Ричи   | Бэм Марджера vs. Тони Хоук             | Бэм Марджера vs. Дон Вито                   | 10 июня 2006  |
| 79      | 2          | «The Changing of the Guard»                          | Боно vs. Крис Мартин           | Эштон Кутчер vs. Брюс Уиллис           | Роберт Де Ниро vs. Джеймс Гандольфини       | 17 июня 2006  |
| 80      | 3          | «Sibling Slaughterhouse»                             | Чарли Шин vs. Колин Фаррелл    | Саймон Коуэлл vs. Райан Сикрест        | Джек Осборн и Келли Осборн vs. сёстры Олсен | 24 июня 2006  |
| 81      | 4          | «Shaq vs. Kobe»                                      | Мисси Эллиотт vs. Гвен Стефани | Кевин Федерлайн vs. Джастин Тимберлейк | Коби Брайант vs. Шакил О’Нил                | 1 июля 2006   |
| 82      | 5          | «Night of Comedy Comeback»                           | Али Джи vs. Джейми Кеннеди     | Родни Дэнджерфилд vs. Роб Шнайдер      | Адам Сэндлер vs. Бен Стиллер                | 8 июля 2006   |
| 83      | 6          | «Stand-up vs. Smack Down»                            | Пол Тютул ст. vs. Xzibit       | Джек Блэк vs. Джек Уайт                | Крис Рок vs. Дуэйн Джонсон                  | 15 июля 2006  |
| 84      | 7          | «When Animals Attack»                                | Крис Фарли vs. Оратио Санс     | Адам Уэст vs. Кристиан Бейл            | Джейми Фокс vs. Рэй Чарльз                  | 22 июля 2006  |
| 85      | 8          | «Season Finale»                                      | Уильям Хунг vs. Рики Мартин    | Памела Андерсон vs. Томми Ли           | Джейсон Акунья vs. Верн Тройер              | 29 июля 2006  |

| № общий | № в сезоне | Название                                | Бой 1                                                | Бой 2                             | Бой 3                                   | Дата премьеры   |
| ------- | ---------- | --------------------------------------- | ---------------------------------------------------- | --------------------------------- | --------------------------------------- | --------------- |
| 86      | 1          | «The Beginning of Celebrity Deathmatch» | Миша Бартон vs. Кристин Каваллари                    | Джейк Джилленхол vs. Тоби Магуайр | Ник Кэннон vs. Уилмер Вальдеррама       | 9 февраля 2007  |
| 87      | 2          | «Vaughn vs. Wilson»                     | Майк Джонс vs. Пол Уолл                              | Энди Милонакис vs. Стив-О         | Оуэн Уилсон vs. Винс Вон                | 16 февраля 2007 |
| 88      | 3          | «The Banter Bloodbath»                  | Крис Роуз vs. Роб Диббл vs. Джон Сэлли vs. Родни Пит | Карсон Дэйли vs. Джимми Киммел    | Тина Фей vs. Джон Стюарт                | 23 февраля 2007 |
| 89      | 4          | «King of the Lil' People»               | Lil' Bow Wow vs. Lil' Romeo                          | Lil' Flip vs. Lil Wayne           | Lil Jon vs. Lil' Flip и Lil' Bow Wow    | 2 марта 2007    |
| 90      | 5          | «Celebrity DeathMash»                   | Карлос Менсиа vs. Дейв Шаппелл                       | Эшли Симпсон vs. её старый нос    | Луда-Крисс Энджел vs. Ар Келли Кларксон | 9 марта 2007    |
| 91      | 6          | «What Did Nick Do?»                     | Эдриан Гренье vs. Джереми Пивен                      | Rev Run vs. Расселл Симмонс       | Орландо Блум vs. Джонни Депп            | 16 марта 2007   |
| 92      | 7          | «Where’s Lohan?»                        | Джессика Симпсон vs. Ник Лаше                        | 50 Cent vs. The Game              | Хилари Дафф vs. Линдси Лохан            | 23 марта 2007   |
| 93      | 8          | «Barry vs. Bud»                         | Анна Курникова vs. Даника Патрик                     | Крис Понтиус vs. Марк Зупан       | Барри Бондс vs. Бад Селиг               | 30 марта 2007   |

## Игра
14 октября 2003 года компания Gotham Games выпустила по мотивам мультсериала видеоигру для платформ PlayStation, PlayStation 2, Xbox и Microsoft Windows. Игра получила низкие оценки от игровых критиков.